# HIP 11952
HIP 11952 — звезда в созвездии Кита. Находится на расстоянии 375 св. лет от Солнца.

## Образование и возраст
HIP 11952 образовалась примерно 12 млрд лет назад, что делает её одной из самых старых звёзд, известных нам. Существует гипотеза, по которой звезда была выброшена в Млечный путь из другой галактики.

## Планетная система
У данной звёзды в 2012 году обнаружено две экзопланеты: HIP 11952 b и HIP 11952 c. Это два газовых гиганта. Масса HIP 11952 b почти в 3 раза превосходит массу Юпитера, год на этой планете длится 290 земных дней. Масса HIP 11952 равна 0,78 массы Юпитера, экзопланета делает оборот вокруг своей звезды за 7 дней.
Предположительно, планеты появились из аккреционного диска, содержащего элементы, которые более тяжёлые, чем водород.
Последующий анализ данных не выявил никаких доказательств того, что планета вращается вокруг звезды (та же ошибка также привела к утверждениям о существовании планеты у звезды HIP 13044).